# 野望 (1977年のテレビドラマ)
『野望』（やぼう）は、テレビ朝日系列で1977年10月6日から1978年3月23日まで毎週木曜日22:00-22:54に放映されたテレビドラマ。全24話。

## 概要
佐藤まさあき原作の同タイトルの劇画のドラマ化。氏家修（本名・猪斐雅彦）と船山奈美。同じ人物に対して全く違う思いと目的を持った、二人の愛などを絡めながら描いたサスペンスメロドラマ。

## 内容
197X年、シンガポールに滞在する氏家修と船山奈美は、お互い見知らぬ存在の二人だったが、その二人に日本から同じ内容の電文と電話が届いた。二人はその知らせを受けて、同じ飛行機で日本への帰国の途に就き、羽田空港に降り立った。二人のそれぞれの目的は別々だったが、行き着く人物は矢島コンツェルンの暗部を知る野川という同一人物だった。電文の内容は、野川が検察庁の取り調べを受けたというものだった。氏家は10年前、矢島コンツェルンによって両親と妻を死に追いやられ、自分も殺人犯の汚名を着せられて国外逃亡したのだった。氏家の目的はその復讐であった。しかし氏家は指名手配中の身であることもあって、警視庁警部の蛇沼らに追われることとなる。一方、奈美は不遇だった頃に野川に助けられて、その後野川の後ろ盾もあって宝石店や画廊を経営するまでになっていた。そして二人は、コンツェルンの主である矢島慶三の還暦祝賀会で顔を合わせた。

## 出演
- 猪斐雅彦（氏家修）：天知茂
- 船山奈美：三田佳子
  - 趣味はスーパーカーの運転、セスナ機も操縦することが出来る。氏家と知り合って以来、恋してはならないと知りながらも魅せられてゆく[5]。第13話で有坂との結婚を決意し夫婦になるも、第18話で離婚を決意。
- 矢島慶三：山形勲
  - 矢島商事社長。一代で日本有数の商社グループ、矢島コンツェルンを築き上げた大実業家[5]。一方で、1945年8月15日の太平洋戦争終戦当日に犯した殺人事件の疑惑を持たれて氏家に追われる[6]。
- 中西江梨子：池上季実子
  - 常吉の娘で、ファッションモデル。ミカの面倒をみている[5]。増沢の恋人。
- 中西常吉：由利徹
  - 氏家が借りている共同事務所のあるビルの管理人[5]。
- 黒井重吉：左とん平
  - 情報屋。氏家に情報を提供したかと思えば、氏家の敵らにも氏家の情報を売るという、かなりいい加減な所がある[5]。
- 佐沼社長室長（常務）：内藤武敏
- 金子専務：根上淳
  - 矢島商事では「反社長派」。
- 野川常務：高橋昌也
  - 矢島商事の裏をよく知る人物。
- 鏡山包月（総会屋）：内田朝雄
- 蛇沼幸次郎：青木義朗
  - 警視庁警部。指名手配中の氏家を追う。
- 徳島清一郎：細川俊夫
  - 矢島慶三の主治医で医学界の実力者。
- 矢島英子：芦川よしみ
  - 矢島慶三の娘。
- 徳島由香利：夏樹レナ
  - 徳島の娘。
- 野党議員・国崎：滝田裕介
- 千秋ゆり：白石奈緒美
  - 国崎の秘書。
- 倉持：宮口二朗
  - 暴力団・加賀美興業の社長。
- ミカ：小山麻美
  - 氏家の娘。シンガポールで一緒に暮らしていた。氏家にとって、「たった一つの宝物」といった存在でもある[5]。
- 増沢和夫：星正人
  - トップ屋でフリーライター。氏家の協力者。
- 松本市郎：池田駿介
  - 野川の友人。大阪で氏家に野川の居場所を教えた。
- 有坂茂樹：高城丈二
  - 有坂産業社長。
- 久保健太郎：沢井三郎
  - 矢島の過去を握る元憲兵隊長。
- 岩壁（経済連会長）：嵯峨善兵
- チャーリー小村：山村聡（友情出演）
- 桜沢良造：渡辺文雄
  - 弁護士。第3話で氏家が野川を捕まえて転がり込む山荘の所有者

## スタッフ
- プロデューサー：片岡政義（テレビ朝日）、大久保忠幸（東映）
- 原作：佐藤まさあき（佐藤プロ出版部刊）
- 脚本：#放映リストを参照
- 音楽：伊部晴美
- 撮影：西山誠 他
- 照明：吉岡伝吉 他
- 照明：長井幹夫 他
- 美術：河村寅次郎 他
- 編集：伊吹勝雄 他
- 記録：杉原温子、堀良子 他
- 助監督：中津川勲 他
- 進行主任：穂鷹一興 他
- 色彩計測：内田正司 他
- 音楽制作：あんだんて
- 擬斗：安川勝人
- 装置：紀和美建
- 衣裳協力：神戸アオイ
- 衣裳：鷹志衣裳
- 装飾：装美社
- 現像：東映化学
- 製作協力：アマチプロゼ
- 監督：#放映リストを参照
- 制作：テレビ朝日、東映

## 主題歌
- 「流れの雲に」
  - 作詞：川内康範
  - 作曲：渡久地政信
  - 唄：天知茂（ポリドール・レコード）

## 放映リスト
| 話数 | 放送日         | サブタイトル       | 脚本       | 監督       |
| ---- | -------------- | ------------------ | ---------- | ---------- |
| 1    | 1977年10月6日  | 華麗なるめぐり逢い | 宮川一郎   | 永野靖忠   |
| 2    | 1977年10月13日 | 華麗なる挑戦       | 猪又憲吾   | 永野靖忠   |
| 3    | 1977年10月20日 | 華麗なる復讐       | 宮川一郎   | 松島稔     |
| 4    | 1977年10月27日 | 華麗なる追跡       | 宮川一郎   | 松島稔     |
| 5    | 1977年11月3日  | 華麗なる反撃       | 猪又憲吾   | 永野靖忠   |
| 6    | 1977年11月10日 | 華麗なる抱擁       | 鴨井達比古 | 永野靖忠   |
| 7    | 1977年11月17日 | 華麗なる謀略       | 鴨井達比古 | 松島稔     |
| 8    | 1977年12月1日  | 赤い激突           | 播磨幸治   | 松島稔     |
| 9    | 1977年12月8日  | 赤い訣別           | 播磨幸治   | 永野靖忠   |
| 10   | 1977年12月15日 | 赤い陰謀           | 国弘威雄   | 永野靖忠   |
| 11   | 1977年12月22日 | 赤い激闘           | 国弘威雄   | 永野靖忠   |
| 12   | 1977年12月29日 | 赤い絶望           | 猪又憲吾   | 永野靖忠   |
| 13   | 1978年1月5日   | 赤い不死鳥         | 猪又憲吾   | 松島稔     |
| 14   | 1978年1月12日  | 赤い激流           | 国弘威雄   | 松島稔     |
| 15   | 1978年1月19日  | 赤い熱風           | 国弘威雄   | 伊賀山正光 |
| 16   | 1978年1月26日  | 赤い饗宴           | 播磨幸治   | 松島稔     |
| 17   | 1978年2月2日   | 赤い交流           | 播磨幸治   | 松島稔     |
| 18   | 1978年2月9日   | 赤い別離           | 鴨井達比古 | 永野靖忠   |
| 19   | 1978年2月16日  | 燃ゆる逃亡者       | 鴨井達比古 | 伊賀山正光 |
| 20   | 1978年2月23日  | 炎の罠             | 鴨井達比古 | 松島稔     |
| 21   | 1978年3月2日   | 決死の逃避行       | 播磨幸治   | 松島稔     |
| 22   | 1978年3月9日   | 運命の証言         | 猪又憲吾   | 永野靖忠   |
| 23   | 1978年3月16日  | 手錠と逃亡         | 猪又憲吾   | 永野靖忠   |
| 24   | 1978年3月23日  | 華々しい終章       | 猪又憲吾   | 永野靖忠   |

## ソフト化
2024年3月13日に発売されたDVDとして初めてソフト化された。

## 再放送
2025年８月現在、初放映から約48年になります。そしてTV局は多数あります。全ての再放送を書くのは不可能なので、ここには書かないものとします。

## 小説版
- 豊田行二『野望』、青樹社、1977年。春陽文庫、1986年

## 備考
- 主演の天知茂は、1960年代後期に入ってから本作が雑誌に連載開始された時から読んでいて「いつかテレビでやりたいと思っていた」ということで、5年前（1972年頃）に自分の主演で企画を出したが、この時は本作の企画は通らず『非情のライセンス』に決まった。非情のライセンス（第2シリーズ）が1977年3月で終了し、同年秋が近づいて再び非情のライセンスの新シリーズの企画が動き出そうとしていたのを聞いた天知は「今度こそ」として本作のドラマ化を強く要望、今度は晴れて企画が通りドラマ化が実現した。天知は原作者の佐藤とも約束していたドラマ化だったと話している[1]。しかし本作の原作が10年ほど前のために時代背景がかなり違っている面もあり、脚本家らと打ち合わせた上で原作から大幅な設定変更が成された[1]。また、最終回のストーリー内容は連日会議を重ねて二転三転したという[5]。
- 天知茂と三田佳子は、同じ東映出身の俳優同士ながら、共演はこれが初めてだった[5]。天知はそれまで刑事役など追う立場の役が多く、本作では一転して追われる立場の役になったが、「やっぱり刑事役とか追う役がいいですよ」と話している[5]。

## 前後番組
| テレビ朝日系 木曜22時枠 | テレビ朝日系 木曜22時枠 | テレビ朝日系 木曜22時枠 |
| 前番組                  | 番組名                  | 次番組                  |
| ----------------------- | ----------------------- | ----------------------- |
| 海峡物語                | 野望                    | 悪女について            |